# TaxCOOP
 (septembre 2021).
 (octobre 2021).
La mise en forme du texte ne suit pas les recommandations de Wikipédia : il faut le « wikifier ».
Les points d'amélioration suivants sont les cas les plus fréquents :
- Les titres sont pré-formatés par le logiciel. Ils ne sont ni en capitales, ni en gras.
- Le texte ne doit pas être écrit en capitales (les noms de famille non plus), ni en gras, ni en italique, ni en « petit »…
- Le gras n'est utilisé que pour surligner le titre de l'article dans l'introduction, une seule fois.
- L'italique est rarement utilisé : mots en langue étrangère, titres d'œuvres, noms de bateaux, etc.
- Les citations ne sont pas en italique mais en corps de texte normal. Elles sont entourées par des guillemets français : « et ».
- Les listes à puces sont à éviter, des paragraphes rédigés étant largement préférés. Les tableaux sont à réserver à la présentation de données structurées (résultats, etc.).
- Les appels de note de bas de page (petits chiffres en exposant, introduits par l'outil «  Source ») sont à placer entre la fin de phrase et le point final[comme ça].
- Les liens internes (vers d'autres articles de Wikipédia) sont à choisir avec parcimonie. Créez des liens vers des articles approfondissant le sujet. Les termes génériques sans rapport avec le sujet sont à éviter, ainsi que les répétitions de liens vers un même terme.
- Les liens externes sont à placer uniquement dans une section « Liens externes », à la fin de l'article. Ces liens sont à choisir avec parcimonie suivant les règles définies. Si un lien sert de source à l'article, son insertion dans le texte est à faire par les notes de bas de page.
- La présentation des références doit suivre les conventions bibliographiques. Il est recommandé d'utiliser les modèles {{Ouvrage}}, {{Chapitre}}, {{Article}}, {{Lien web}} et/ou {{Bibliographie}}. Le mode d'édition visuel peut mettre en forme automatiquement les références.
- Insérer une infobox (cadre d'informations à droite) n'est pas obligatoire pour parachever la mise en page.

Pour une aide détaillée, merci de consulter Aide:Wikification.
Si vous pensez que ces points ont été résolus, vous pouvez retirer ce bandeau et améliorer la mise en forme d'un autre article.
TaxCOOP est une organisation canadienne à but non lucratif dédiée à la concurrence et la coopération fiscale internationale, indépendante et ne défendant aucun intérêt politique, partisan ou national. Son siège social se trouve à Montréal, dans la province de Québec, au Canada.
Cette ONG organise des conférences annuelles et publie des ouvrages, incluant le livre Winning the Tax Wars (2017) et Coordination and Cooperation : Tax Policy in the 21st Century (2021),.
Plusieurs conférences TaxCOOP ont été mises en place en collaboration avec des organisations internationales, notamment la Banque Mondiale, l’Organisation des Nations Unies et le Forum Économique des Amériques. En 2017, TaxCOOP a été sélectionnée parmi les cinquante organisations et personnalités les plus influentes au monde en fiscalité par le magazine anglais ITR.

## Histoire
TaxCOOP a été mis en place en 2015 pour valoriser une discussion mondiale neutre sur le sujet de la concurrence fiscale internationale, problématique qui n’était pas adressée par la réforme fiscale mondiale.
TaxCOOP est fondé par Brigitte Alepin, professeure UQO, fiscaliste et auteure, Allisson Christians, professeure titulaire, vice-doyenne à la recherche de la faculté de droit de l’Université McGill et titulaire à la recherche Chaire H. Hewad Stikeman en droit fiscal, Dre Lyne Latulippe, professeure agréée et chercheure principale à la Chaire de recherche en fiscalité et en finances publiques à l’Université de Sherbrooke, ainsi que l’Honorable Louise Otis, juge administratif international, présidente du tribunal administratif de l’OCDE et professeure adjointe à l’Université McGill.

## Historique des conférences
En 2015, la conférence TaxCOOP2015 a été présentée à Montréal au Musée des beaux-arts. L’événement non partisan avait pour objectif de sensibiliser et susciter la réflexion sur les allègements fiscaux auxquels consentent les États pour attirer ou retenir les investisseurs,. En 2016, la conférence TaxCOOP2016 consacrée aux pays en voie de développement a été présentée à la Banque Mondiale à Washington. En 2017, la conférence TaxCOOP2017 a été présentée au Palais des Nations de l’Organisation des Nations unies à Genève. En 2018, la conférence TaxCOOP2018 a été présentée au siège de l’OCDE à la conférence de Paris organisée par le Forum économique international des Amériques. En 2019, TaxCOOP a présenté Le plan 1% pour le climat à la COP25, à Madrid. En 2020, l’organisme a conduit TaxCOOP2020 – le sommet mondial de fiscalité, qui a eu lieu sous forme virtuelle,. En 2021, leur dernier événement, Faire place à une nouvelle ère de coopération fiscale, a été diffusé en direct à partir de Montréal,.

## Nominations
En 2017, TaxCOOP figure dans le palmarès GLOBAL TAX 50 du magazine International Tax Review.

## Publications
- 2021. Coordination and Cooperation : Tax Policy in the 21st Century. Dir. Alepin, B., Latulippe, L., et Otis, L. Series on International Taxation: Wolters Kluwer[2],[3]

- 2016. Winning the Tax Wars : Tax Competition and Cooperation. Dir. Brigitte Alepin, Blanca Moreno-Dodson et Louise Otis. Series on International Taxation: Wolters Kluwer[1].

## TaxCOOP
- Publication en 2017 de l’article, TaxCOOP: A Vision for Inclusivity in Global Tax Governance, dans le magazine International Tax Review[23].
- 10 ans après la crise, où en sommes-nous dans les réformes de fiscalité internationale?
- Publication de l’entrevue réalisée avec Pascal Saint-Amans à l’occasion de TaxCOOP2018 dans les revues RFFP[24] et Regard CFFP[25].

## Portrait de l’AGORA fiscal mondial
- Étude réalisée par TaxCOOP et présentée à la conférence annuelle de la Fondation canadienne de fiscalité (Canadian Tax Foundation).
- Pour une fiscalité environnementale mondiale : de nouveaux outils
- Étude réalisée par TaxCOOP et présentée à la COP25 à Madrid[17],[26].
- A War Tax Against COVID-19? : Texte d’opinion pour la publication spécialisée de fiscalité ITR en 2020[27].
- Rapide et dangereuse : une course fiscale vers l’abîme : Documentaire court réalisé par Brigitte Alepin et présenté en première à la conférence TaxCOOP2020 – sommet international de fiscalité, ainsi que sur les ondes d’Ici RDI aux grands reportages[28].

## Tribune pour un impôt de guerre contre la Covid-19
Tribune au nom de TaxCOOP dans la revue d’actualité L'Obs en 2020.